# Gryllotalpa henana
Gryllotalpa henana is een rechtvleugelig insect uit de familie veenmollen (Gryllotalpidae). De wetenschappelijke naam van deze soort is voor het eerst geldig gepubliceerd in 1998 door Cai & Niu.